# Marienheiligtum auf der Olcza in Zakopane

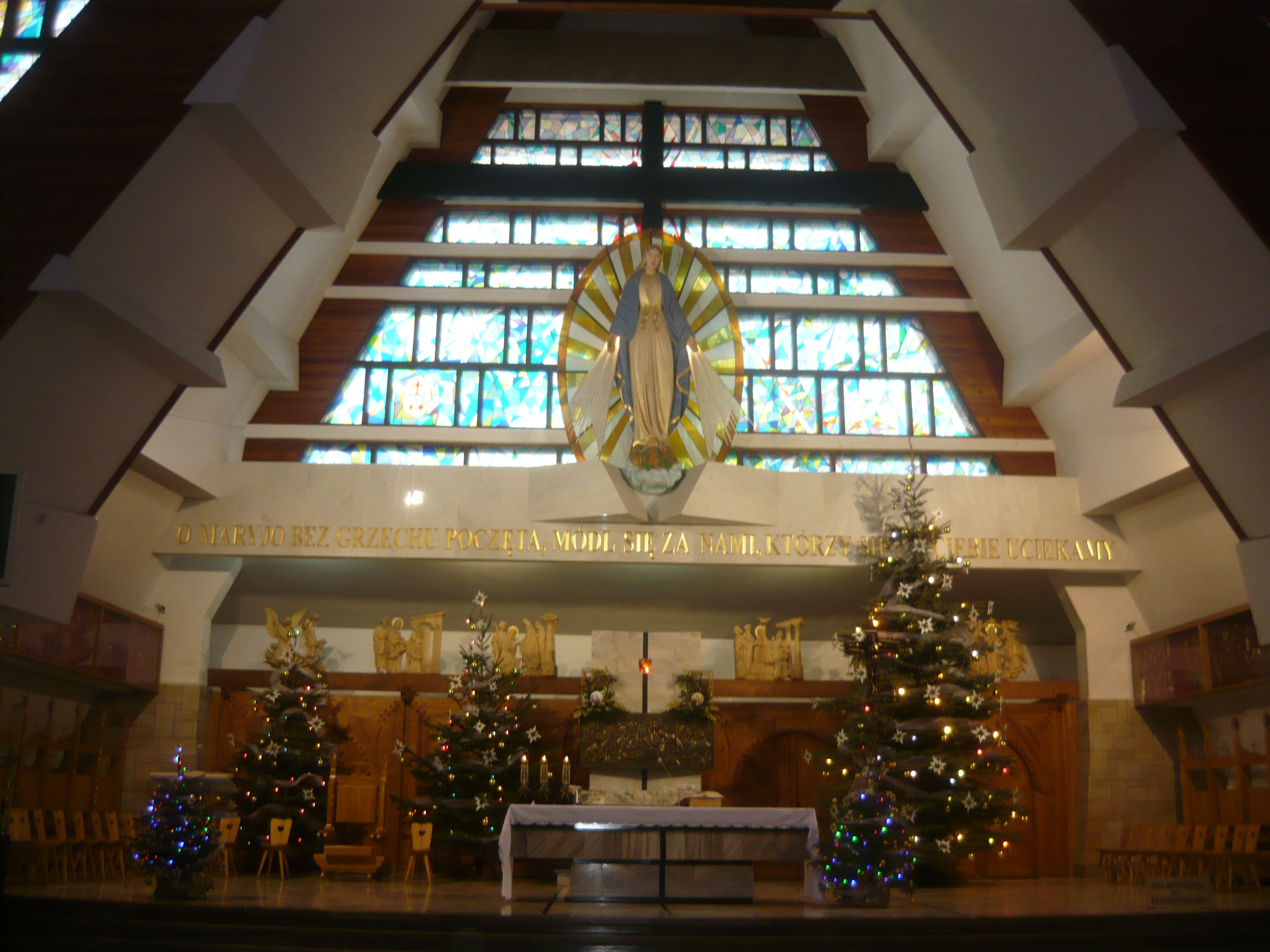
Altar

Das Marienheiligtum auf der Olcza in Zakopane (poln. Sanktuarium Najświętszej Maryi Panny Niepokalanej Objawiającej Cudowny Medalik – „Heiligtum der allerheiligsten unbefleckten Jungfrau Maria von der Wundertätigen Medaille“)  wurde in den Jahren 1981 bis 1988 im Stil der Postmoderne mit Einfluss des Zakopane-Stils erbaut. 1988 erfolgte die Weihe unter dem Patrozinium der Muttergottes. Die Kirche dient als Pfarrkirche der 1914 eingerichteten Pfarrei und wird von den Lazaristen verwaltet.

## Geographische Lage
Die Kirche befindet sich im nordöstlichen Zakopaner Stadtteil Olcza im Vortatragraben am Fuße der Tatra.